# Wysszaja Chokkiejnaja Liga (2011/2012)
Sezon WHL 2011/2012 – drugi sezon rosyjskich rozgrywek Wysszaja Chokkiejnaja Liga rozgrywany na przełomie 2011 i 2012.

## Uczestnicy
Przed nowym sezonem przyjęto aktualnego mistrza Ukrainy, drużynę Donbas Donieck. Wówczas liczba uczestników w lidze wynosiła 22 kluby. Od 12 grudnia 2011 do rozgrywek dołączył w trybie specjalnym od nowa tworzony zespół klubu Łokomotiw Jarosław, której zawodnicy i cały sztab zginęli 7 września 2011 w katastrofie samolotu pasażerskiego JAK-42. Władzie ligi zagwarantowany Łokomotiwowi udział w fazie play-off.
| Konferencja Zachód Dywizja A - Dinamo Bałaszycha - Donbas Donieck - HK Riazań - Titan Klin - HK WMF Sankt Petersburg Konferencja Zachóda Dywizja B - Ariada Wołżsk - Dizel Penza - Kristałł Saratów - Łada Togliatti - Nieftianik Almietjewsk - HK Sarow - Łokomotiw Jarosław (od XII.2011) |  | Konferencja Wschód Dywizja C - Iżstal Iżewsk - Jużnyj Urał Orsk - Mieczeł Czelabińsk - Mołot-Prikamje Perm - Sputnik Niżny Tagił - Toros Nieftiekamsk Konferencja Wschód Dywizja D - Jermak Angarsk - Kazcynk-Torpedo - Rubin Tiumeń - Sokoł Krasnojarsk - Zauralje Kurgan |

## Sezon zasadniczy
W sezonie zasadniczym pierwsze miejsce zajął Rubin (121 pkt.).
22 pierwotne zespoły ligi rozegrały po 53 mecze, natomiast Łokomotiw zagrał 22 spotkania.

## Faza play-off
Do fazy play-off został dopuszczony Łokomotiw, który przeszedł I rundę, a następnie w 1/2 finału Konferencji Zachód uległ Dizelowi w meczach 2:3.
W finale Toros pokonał Rubina w meczach 4:1.
Do półfinału play-off dotarł ukraiński Donbas, natomiast medale za sezon przyznano wyłącznie zespołom klubom rosyjskim: złoty otrzymał Toros, srebrny - Rubin, a brązowy Dizel.